# Chiesa della Natività di Maria (Borgo Valsugana)
La chiesa della Natività di Maria è la parrocchiale di Borgo Valsugana, in Trentino. Appartiene all'ex-decanato della Valsugana Orientale e risale al XIV secolo.

## Storia

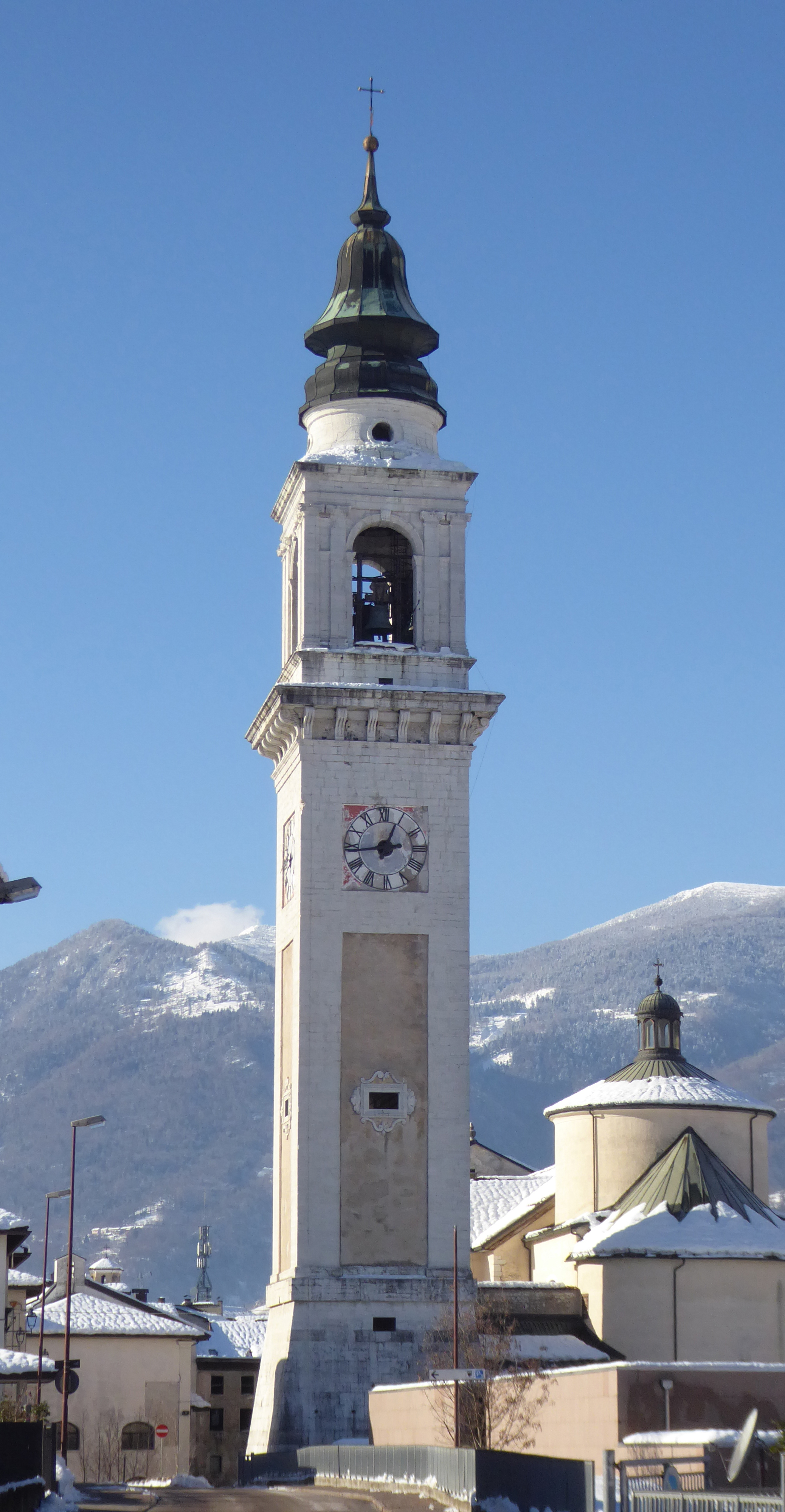
Retro della chiesa e campanile

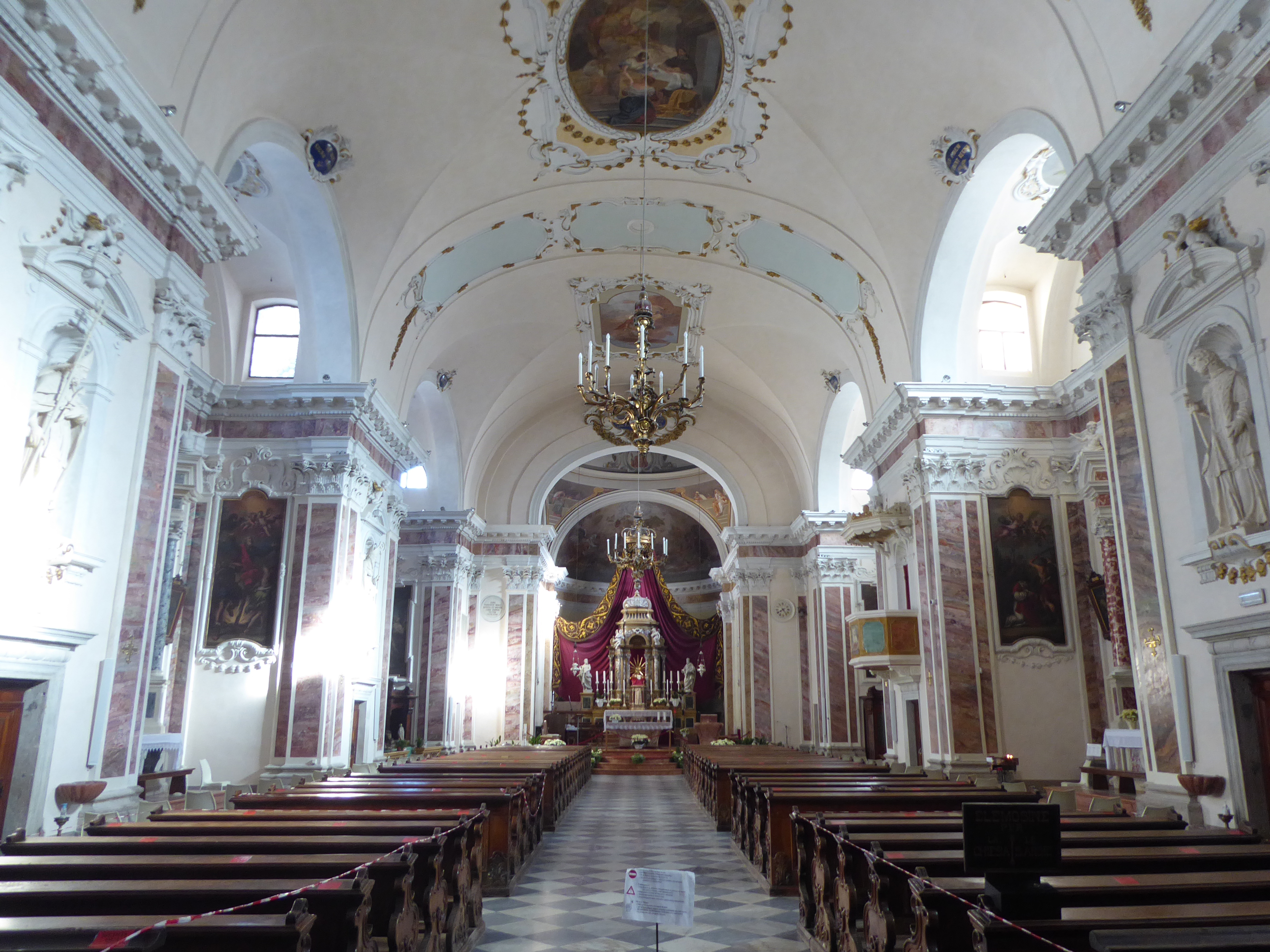
Interno

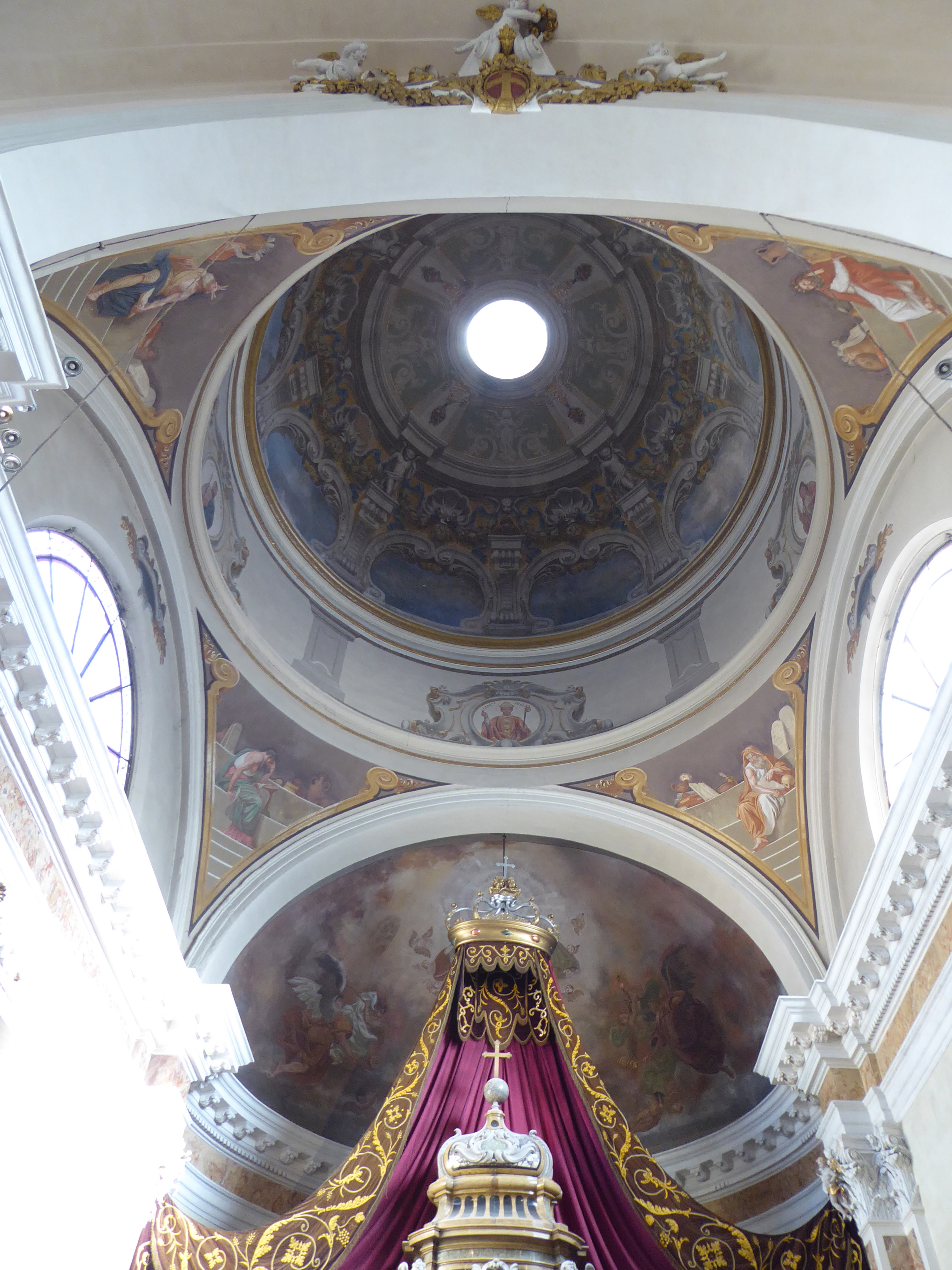
Affreschi della cupola e del catino absidale opera degli anni 1903-1904 dai pittori Sigismondo Nardi figurista e Antonio Mosca ornatista.

### Fondazione e primi secoli
La fondazione della pieve di Borgo Valsugana è probabilmente databile ad un periodo di molto precedente il X secolo ma non esistono documentazioni certe in tal senso e la prima citazione che la riguarda risale al 1323. Attorno alla metà del secolo seguente l'edificio venne giudicato in grave degrado e venne restaurato dalla comunità locale.
Nel corso del XVI secolo fu oggetto di vari interventi. Prima venne riedificato, nel 1518, poi ampliato e riconsacrato nel 1593.
Venne elevata a dignità arcipretale nel 1628. Nel 1678 per disposizione di Clemente X vi vennero traslate le reliquie di San Prospero provenienti dalla catacomba di Priscilla a Roma ed in seguito vennero realizzati ampliamenti e modifiche esterne in stile barocco. Dopo tali ampliamenti all'edificio seguì una nuova consacrazione e, attorno alla metà del XVIII secolo, venne decisa l'erezione di una nuova torre campanaria. Il progetto fu rallentato dalla necessità di consolidare il terreno prima della costruzione ma nel 1759 i lavori furono conclusi, e vi furono installate le campane che prima stavano nella vecchia torre.
Seguirono altri lavori, come l'ampliamento della sacrestia, la ritinteggiatura, la demolizione della vecchia torre campanaria e l'installazione di un orologio sulla nuova torre. 
Nel 1786, sotto l'aspetto della giurisdizione ecclesiastica, entrò a far parte della diocesi di Trento lasciando quella di Feltre e in tale passaggio perse il titolo di chiesa arcipretale.
Nel 1832 la facciata venne arricchita con parti in marmo che provenivano dalla demolita chiesa del Carmine di Trento e dopo la metà del secolo la navata fu oggetto di un innalzamento con l'erezione anche di una cupola sopra il presbiterio, vennero restaurati gli stucchi decorativi e fu rivista la cantoria. Riottenne la dignità arcipretale per decreto di papa Leone XIII nel 1878.

### Dal XX secolo
All'inizio del XX secolo venne dotata di impianto elettrico, furono decorati gli interni delle volte e venne rifatta la pavimentazione in marmo di Carrara. Nel primo dopoguerra vennero riparati i danni dovuti al conflitto e vennero restaurate le opere pittoriche murarie poi venne rifatta la pavimentazione della parte presbiteriale.
Le vele della cupola e delle volte furono affrescate nel 1903-1904 dai pittori Sigismondo Nardi figurista e Antonio Mosca ornatista. Gli stessi pittori intervennero nel 1923 per restaurare la loro opera danneggiata a seguito della prima guerra mondiale. Ancora nel febbraio del 1928 il pittore Antonio Mosca fornì i bozzetti per la decorazione del nuovo organo su incarico di Monsignore Virgilio Grandi. 
Nella seconda metà del secolo venne realizzato l'adeguamento liturgico e l'edificio venne ripetutamente restaurato, sia con manutenzione ordinaria per risanare alcune parti della copertura e ripulire parti ornamentali sia per riparare i danni causati alla facciata dal terremoto del 1976.

## Alcide De Gasperi
Alcide De Gasperi ebbe un legame particolare con la chiesa della Natività di Maria di Borgo. Nel 1922 vi furono celebrate le sue nozze con Francesca Romani e nel 1954 vi furono rese le ultime onoranze funebri, prima della sua traslazione a Roma.
Nel 1929 Giovanni Battista Montini, futuro papa Paolo VI, si recò a Borgo in visita a De Gasperi e vi celebrò la messa.